# Stictoponera bicolor
Stictoponera bicolor (лат.) — вид примитивных тропических муравьёв рода Stictoponera из подсемейства Ectatomminae (ранее в составе Gnamptogenys).

## Распространение
Встречаются в Юго-Восточной Азии: Бирма, Вьетнам, Индия, Индонезия, Камбоджа, Китай, Лаос, Малайзия, Таиланд.

## Описание
Длина тела около 4 мм. От сходного вида Stictoponera binghamii отличается двухцветной окраской тела (голова и брюшко чёрные, а грудь оранжево-рыжие) и формой постпетиолярного выступа (он не квадратный, а полигональный или треугольный). Стебелёк между грудкой и брюшком состоит из одного узловидного членика (петиоль). Голову и всё тело покрывают глубокие бороздки. Усики 12-члениковые. Глаза среднего размера, выпуклые. Челюсти субтреугольные. Вид был впервые описан в 1889 году итальянским мирмекологом Карло Эмери (Carlo Emery; 1848—1925) под первоначальным названием Ectatomma (Stictoponera) bicolor Emery, 1889 по материалам из Бирмы.
В 2022 году род Gnamptogenys был разделён на несколько (Alfaria + Gnamptogenys + Holcoponera + Poneracantha + Stictoponera) и данный вид перенесён в состав рода Stictoponera.